# قسم روئين الريفي (مقاطعة إسفراين)
قسم روئين الريفي (بالفارسية: دهستان روئین) هي منطقة ريفية تقع في ناحية مركزية في إيران. يقدر عدد سكانها بـ 15,810 نسمة .